# Kasztelania konarskokujawska
Kasztelania konarskokujawska – kasztelania mieszcząca się niegdyś w województwie brzeskokujawskim, z siedzibą (kasztelem) w Konary Kujawskie .

## Kasztelanowie konarskokujawscy
| Imię i nazwisko        | Okres urzędowania                       | p.    |
| ---------------------- | --------------------------------------- | ----- |
| Jan                    | (już 1454?) 1466 - 1483 (jeszcze 1487?) | [ 2 ] |
| Wincenty Stampka       | (już 1483?) 1487 - 1504 (jeszcze 1505?) | [ 2 ] |
| Piotr Sokołowski       | (już 1504?) 1505 - 1518                 | [ 2 ] |
| Jan Modlibóg           | 1518 - 1537                             | [ 2 ] |
| Stanisław Siewierski   | 1537 - 1556                             | [ 2 ] |
| Wacław Tchorzewski     | 1556 - 1557 (jeszcze 1558?)             | [ 2 ] |
| Mikołaj                | 1558 - 1558                             | [ 2 ] |
| Mikołaj Borucki        | 1558 - 1571 (jeszcze 1575?)             | [ 2 ] |
| Jan Pstrokoński        | (już 1571?) 1575 - 1598                 | [ 2 ] |
| Jan Sierakowski        | 1598 - 1602                             | [ 2 ] |
| Kaczkowski             | 1602 - 1602                             | [ 2 ] |
| Andrzej Dąmbski        | 1602 - 1617                             | [ 2 ] |
| Jan Wilkostowski       | 1617 - 1627 (jeszcze 1635?)             | [ 2 ] |
| Jan Szymon Dąmbski     | 1635 - 1643                             | [ 2 ] |
| Stanisław Gorzewski    | 1643 - 1659                             | [ 2 ] |
| Stefan Łaszcz          | (już 1659?) 1668 - 1674 (jeszcze 1675?) | [ 2 ] |
| Ludwik Dąmbski         | 1676 - 1676 (jeszcze 1678?)             | [ 2 ] |
| Jan Stanisław Dąmbski  | (już 1676?) 1678 - 1688                 | [ 2 ] |
| Jan Dąmbski (zm. 1724) | 1688 - 1720 (jeszcze 1724?)             | [ 2 ] |
| Stanisław Kościelski   | 1724 - 1726                             | [ 2 ] |
| Stanisław Rupniewski   | 1726 - 1730                             | [ 2 ] |
| Franciszek Gajewski    | 1730 - 1733                             | [ 2 ] |
| Sebastian Wyżycki      | 1734 - 1765                             | [ 2 ] |
| Franciszek Mieczkowski | 1765 - 1781                             | [ 2 ] |
| Jan Chrzciciel Dąmbski | 1782 - 1783                             | [ 2 ] |
| Kazimierz Bogatko      | 1783 - 1793                             | [ 2 ] |
| Antoni Karnkowski      | 1783 - 1793                             | [ 2 ] |